# 샅보대

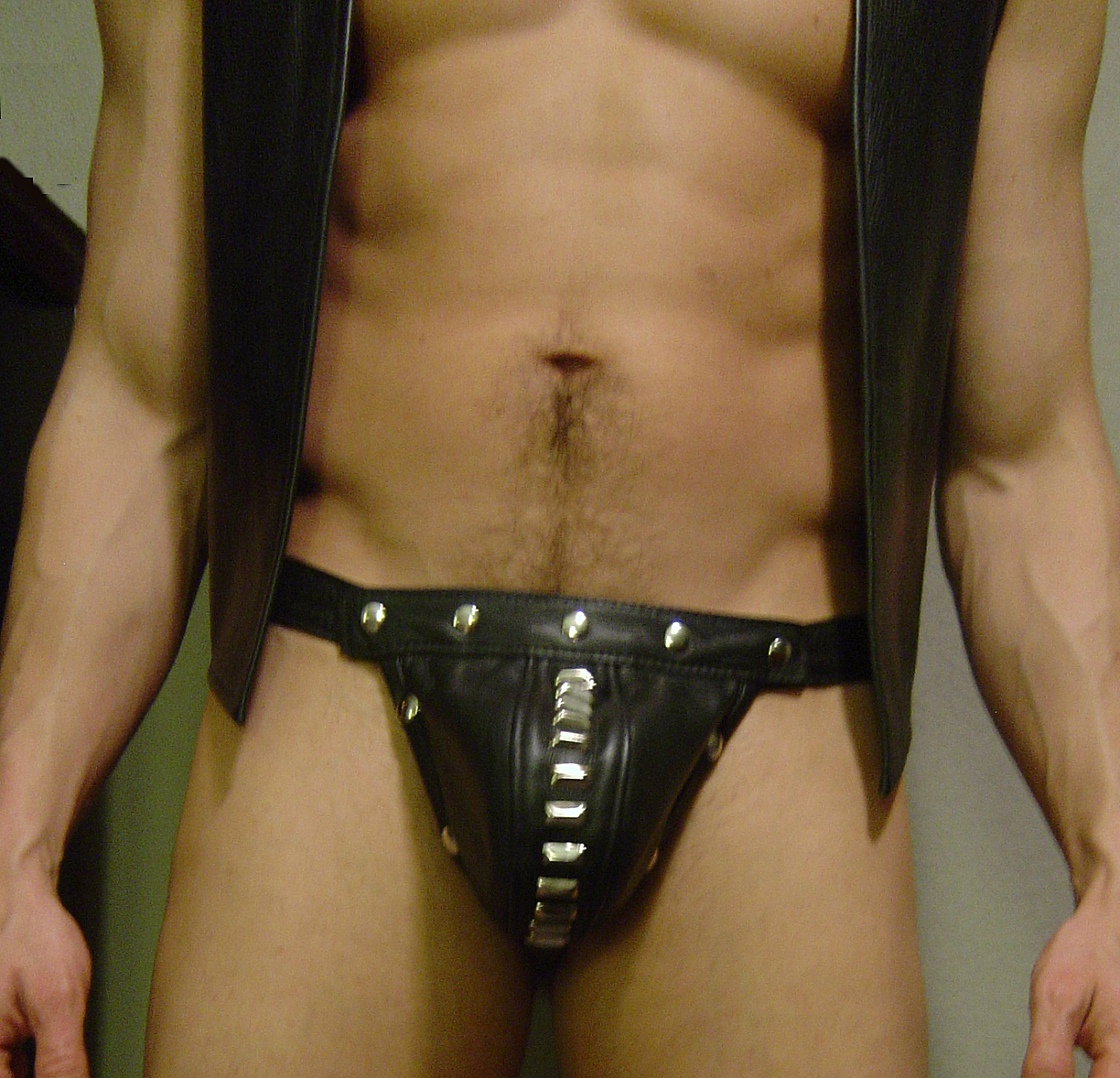

샅보대(Codpiece)는 바지 가랑이 전면 부분, 생식기가 위치한 부분을 덮개 또는 주머니로 쒸운 것으로, 보통 성기 부분을 강조했다. 매듭, 단추 또는 다른 방법으로 닫았다. 15세기부터 16세기까지 유럽의 의류 문화에서 중요한 물건 중 하나로, 현대에는 가죽, 아틀레틱 컵같이 비슷하게 록 음악이나 헤비메탈 음악가의 무대의상으로 쓰이고 있다.

## 같이 보기
- 코테카